# Stefaan Vaes
Stefaan Vaes (* 29. Februar 1976 in  Herentals, Belgien) ist ein belgischer Mathematiker.

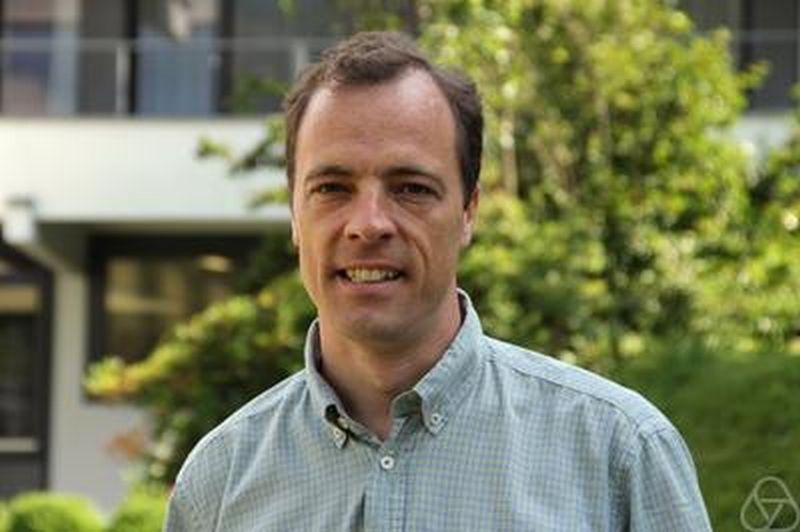
Stefaan Vaes, Oberwolfach 2015

Vaes studierte Mathematik an der Katholischen Universität Löwen mit dem Diplom 1998 und der Promotion bei Alfons Van Daele 2001 (Locally Compact Quantum Groups). Als Post-Doktorand war er in Paris (wo er für das CNRS forschte) und lehrte danach an der KU Löwen, an der er 2009 eine volle Professur erhielt.
Er war Gastprofessor an der Universität Paris VI und VII (an der er sich 2004 habilitierte). 2006 hatte er den Peccot-Lehrstuhl am College de France. 2010 war er Invited Speaker auf dem Internationalen Mathematikerkongress in Hyderabad (Indien) (Rigidity for von Neumann algebras and their invariants).
Er befasst sich mit Von-Neumann-Algebren und Quantengruppen.
2015 erhielt er den Francqui-Preis. 2012 wurde er Fellow der American Mathematical Society.
Zu seinen Doktoranden gehört Cyril Houdayer.

## Schriften
- mit Johan Kustermans: Locally Compact Quantum Groups, Annales Scientifiques de l’Ecole Normale Supérieure, Band 33, 2000, S. 837–934
- mit J. Kustermans: Locally compact quantum groups in the von Neumann algebraic setting, Mathematica Scandinavica, Band 92, 2003, S. 68–92
- mit J. Kustermans: The operator algebra approach to quantum groups, Proc. Nat. Acad. Sci. USA, Band 97, 2000, 547–552
- mit Adrian Ioana, Sorin Popa: A class of superrigid group von Neumann algebras, Annals of Mathematics, Band 178, 2013, S. 231–286
- mit Sorin Popa: Group measure space decomposition of {\displaystyle II_{1}} factors and W*-superrigidity, Inventiones Mathematicae, Band 182, 2010, S. 371–417.